# 戈盧比奇
51°45′0″N 31°9′14″E / 51.75000°N 31.15389°E
霍盧比奇（烏克蘭語：Голубичі）是位於烏克蘭東北部切爾尼希夫州裏切爾尼希夫區的村莊，始建於1846年，面積3.5平方公里，海拔高度146米，2001年人口676，人口密度每平方公里193.1人。